# فتنة وحسن (فلم)
فتنة وحسن هو أول فيلم عراقي متكامل، من التأليف إلى الإنتاج والإخراج والتمثيل. من أخرج حيدر العمر وتأليف عبد الهادي مبارك. يروي قصة حب فتنة وابن عمها حسن وتدور أحداثه في أرياف العراق. عرض الفيلم في حزيران 1955 واعتبر تاريخ انطلاقته عيد السينما العراقية. الفيلم من إنتاج شركة دنيا الفن التي يمتلكها ياس علي الناصر.

## القصة
يروي الفيلم قصة حب بين فتنة وابن عمها حسن. تواجه علاقتهما مشاكل كثيرة بسبب زوجة والد حسن، التي تصر على تزويج فتنة من شخص آخر.

## الممثلون
- ياس علي الناصر
- مديحة رشدي
- سلمى عبدالاحد
- غازي التكريتي
- أحمد حمدي
- عبد الله زكي
- غازي السراج
- مقبولة حسين

## وصلات خارجية
- الصباح